# عمر محرم
عمر محرم عبد الله (مواليد 2 مايو 1995، لاعب كرة قدم قطري يجيد اللعب في الوسط.
لعب سابقاً في نادي لخويا والنادي العربي ونادي الشمال ونادي المرخية ونادي مسيمير و نادي الوعب.

## روابط خارجية
- عمر محرم على موقع Soccerway.com (الإنجليزية)